# Championnat des clubs caribéens de la CONCACAF
Le championnat des clubs caribéens de la CONCACAF (en anglais : CONCACAF Caribbean Club Championship) est une compétition de football organisée par la CONCACAF depuis 2018. Elle était organisée auparavant par l'Union caribéenne de football (UCF) sous le nom de championnat des clubs de l'UCF (en anglais : CFU Club Championship) et réuni les clubs des Caraïbes depuis 1997.
Depuis 2018, le vainqueur du championnat professionnel est qualifié pour la Ligue des champions de la CONCACAF, tandis que les deux équipes suivantes et le vainqueur du barrage opposant le quatrième et le vainqueur du championnat amateur disputent la Ligue de la CONCACAF.
La compétition disparaît en 2022 pour laisser place à la Coupe caribéenne de la CONCACAF.

## Histoire
Alors que la Caraïbe a été durement touché en 2017 par les ouragans Irma et Maria et que le nouveau président de la CONCACAF, Victor Montagliani, déploie son plan ONE CONCACAF Vision à la suite des scandales de corruption, le format du championnat des clubs de la Caraïbe change en profondeur. Ce n'est plus la CFU mais directement la CONCACAF qui reprend l'organisation de la compétition en 2018. Pour favoriser la parité et la participation du plus grand nombre de clubs, la compétition est séparée en deux tableaux, un pour les clubs professionnels et l'autre pour les amateurs.

## Format
Le format de la compétition évolue régulièrement en fonction du nombre de club.
De 1997 à 2017, il se présentait comme suit :
- Phase de groupes :

Deux ou trois tournois de trois ou quatre équipes sont tirés au sort en fonction du nombre de participants. Ces tournois se déroulent dans le stade d'un des participants et les meilleures équipes de chaque groupe sont qualifiées pour la suite de la compétition.
- Phase finale :

Les quatre meilleures équipes du tour précédent sont qualifiées pour les demi-finales de la compétition. En cas d'égalité au terme des deux rencontres, la victoire est décernée selon les règles suivantes : cumul des buts marqués à l'extérieur puis le cas échéant prolongations lors du match retour et enfin si aucun nouveau but n'y est inscrit, séance de tirs au but. Les vainqueurs s'affrontent ensuite lors de la finale toujours selon le même principe et les deux perdants s'affrontent pour attribuer la troisième place de la compétition.
À partir de l'édition 2018, les clubs caribéens issus de ligues professionnelles ou amateures sont séparés dans deux tableaux différents :
- Le Caribbean Club Championship ou Tier 1 disputé par les deux meilleurs clubs de chaque championnat professionnel de la Caraïbe.
- Le Caribbean Club Schield ou Tier 2 disputé par le vainqueur de chaque championnat amateur ou semi-professionnel de la Caraïbe.

Le vainqueur du Caribbean Club Championship participe à la Ligue des champions de la CONCACAF organisé par la CONCACAF alors que le finaliste, le troisième et le vainqueur du match de barrage entre le quatrième et le vainqueur du Caribbean Club Schield participent à la Ligue de la  CONCACAF.

## Qualification
La compétition est ouverte à tous les champions et vice-champions des championnats membres de la CFU. La CONCACAF a décidé d'élargir les critères d'admission et le tournoi n'est désormais plus limité aux équipes professionnelles, les clubs amateurs pouvant donc participer à la compétition.
| Nations                         | Nb Part. | Périodes                                          |
| ------------------------------- | -------- | ------------------------------------------------- |
| Trinité-et-Tobago               | 20       | 1997–18                                           |
| Suriname                        | 16       | 1997, 2000–01, 2003–05, 2007, 2009–12, 2014–18    |
| Jamaïque                        | 16       | 1997–98, 2000, 2002–07, 2009, 2013–18             |
| Haïti                           | 15       | 2000–02, 2006–07, 2009–18                         |
| Antigua-et-Barbuda              | 12       | 2000–01, 2004–07, 2009, 2011–13, 2015, 2017       |
| Curaçao                         | 11       | 2000–01, 2003, 2005–07, 2009–10, 2012, 2014, 2018 |
| Guyana                          | 11       | 1997, 2001, 2006, 2009–12, 2014-15, 2017-18       |
| Dominique                       | 8        | 2000, 2002–03, 2005, 2007, 2009–11                |
| Porto Rico                      | 8        | 2006–07, 2009–14                                  |
| Îles Caïmans                    | 7        | 2002, 2010–12, 2014, 2016–18                      |
| Guadeloupe                      | 7        | 1997–98, 2014–18                                  |
| Martinique                      | 6        | 1997–98, 2000–02, 2018                            |
| Sainte-Lucie                    | 5        | 2000–02, 2005, 2011                               |
| Îles Vierges des États-Unis     | 5        | 2001, 2005–07, 2015                               |
| Aruba                           | 5        | 2005–07, 2009, 2018                               |
| Barbade                         | 5        | 1997–98, 2000, 2003, 2018                         |
| Saint-Christophe-et-Niévès      | 5        | 2001, 2003, 2007, 2011, 2018                      |
| Saint-Vincent-et-les-Grenadines | 5        | 1997–98, 2010, 2017-18                            |
| Bermudes                        | 4        | 2010–12, 2016                                     |
| République dominicaine          | 3        | 2016–18                                           |
| Bahamas                         | 2        | 2006, 2015                                        |
| Montserrat                      | 2        | 2004, 2017                                        |
| Grenade                         | 2        | 2003, 2018                                        |
| Anguilla                        | 1        | 2009                                              |
| Cuba                            | 1        | 2007                                              |
| Saint-Martin                    | 1        | 2004                                              |
| Îles Turques-et-Caïques         | 1        | 2003                                              |
| Îles Vierges britanniques       | 1        | 2001                                              |
| Sint Maarten                    | 1        | 2017                                              |
| Bonaire                         | 1        | 2018                                              |

La Guyane est la seule fédération à n'avoir jamais présenté d'équipe à cette compétition.

## Palmarès
| Saisons      | Vainqueur             | Finaliste                                | Résultat         | Troisième                     | Nb de clubs | Notes                                                 |
| ------------ | --------------------- | ---------------------------------------- | ---------------- | ----------------------------- | ----------- | ----------------------------------------------------- |
| 1997 Détails | United Petrotrin      | Seba United FC                           | 2-1              | Troisième place non attribuée | 8           |                                                       |
| 1998 Détails | Joe Public FC         | Caledonia AIA                            | 1-0              | Troisième place non attribuée | 8           |                                                       |
| 2000 Détails | Joe Public FC         | W Connection FC                          | Pas de finale    | Harbour View FC               | 13          | La phase finale est une phase de groupe               |
| 2001 Détails | Defence Force FC      | W Connection FC                          | Pas de finale    | Troisième place non attribuée | 9           | Le titre est attribué au meilleur vainqueur de groupe |
| 2002 Détails | W Connection FC       | Arnett Gardens FC                        | Pas de finale    | Troisième place non attribuée | 8           | Le titre est attribué au meilleur vainqueur de groupe |
| 2003 Détails | San Juan Jabloteh     | W Connection FC                          | 2-1 / 1-2        | Troisième place non attribuée | 7           | Le San Juan Jabloteh s'impose 4 tirs au but à 2       |
| 2004 Détails | Harbour View FC       | Tivoli Gardens FC                        | 1-1 / 2-1        | Troisième place non attribuée | 8           |                                                       |
| 2005 Détails | Portmore United FC    | SV Robinhood                             | 2-1 / 4-0        | Troisième place non attribuée | 13          |                                                       |
| 2006 Détails | W Connection FC       | San Juan Jabloteh                        | 1-0              | Troisième place non attribuée | 15          |                                                       |
| 2007 Détails | Harbour View FC       | Joe Public FC                            | 2-1              | Puerto Rico Islanders         | 17          |                                                       |
| 2009 Détails | W Connection FC       | Puerto Rico Islanders                    | 2-1              | San Juan Jabloteh             | 12          |                                                       |
| 2010 Détails | Puerto Rico Islanders | Joe Public FC                            | Pas de finale    | San Juan Jabloteh             | 18          | La phase finale est une phase de groupe               |
| 2011 Détails | Puerto Rico Islanders | Tempête FC                               | 3-1              | Alpha United FC               | 15          |                                                       |
| 2012 Détails | Caledonia AIA         | W Connection FC                          | 1-1              | Puerto Rico Islanders         | 15          | Le Caledonia AIA s'impose 4 tirs au but à 3           |
| 2013 Détails |                       | Valencia FC W Connection FC              | Finale non jouée | Caledonia AIA                 | 7           | Titre non attribué                                    |
| 2014 Détails |                       | Bayamón FC Waterhouse FC Alpha United FC | Finale non jouée |                               | 13          | Titre non attribué                                    |
| 2015 Détails | Central FC            | W Connection FC                          | 2-1              | Montego Bay United FC         | 15          |                                                       |
| 2016 Détails | Central FC            | W Connection FC                          | 3-0              | Don Bosco FC                  | 14          |                                                       |
| 2017 Détails | Cibao FC              | San Juan Jabloteh                        | 1-0              | Portmore United FC            | 21          |                                                       |

| Saisons      | Caribbean Club Championship (professionnel) | Caribbean Club Championship (professionnel) | Caribbean Club Championship (professionnel) | Caribbean Club Shield (amateur) | Caribbean Club Shield (amateur) | Caribbean Club Shield (amateur) |
| Saisons      | Vainqueur                                   | Finaliste                                   | Résultat                                    | Vainqueur                       | Finaliste                       | Résultat                        |
| ------------ | ------------------------------------------- | ------------------------------------------- | ------------------------------------------- | ------------------------------- | ------------------------------- | ------------------------------- |
| 2018 Détails | Atlético Pantoja                            | Arnett Gardens FC                           | 0-0 Tab : 6-5                               | Club franciscain                | Inter Moengotapoe               | 2-1                             |
| 2019 Détails | Portmore United                             | Waterhouse FC                               | Pas de finale                               | SV Robinhood                    | Club franciscain                | 1-0                             |
| 2020 Détails | Tournois annulés                            | Tournois annulés                            | Tournois annulés                            | Tournois annulés                | Tournois annulés                | Tournois annulés                |
| 2021 Détails | AS Cavaly                                   | Inter Moengotapoe                           | 3-0                                         | Tournoi annulé                  | Tournoi annulé                  | Tournoi annulé                  |
| 2022 Détails | Violette AC                                 | Cibao FC                                    | 0-0 Tab : 4-3                               | Bayamón FC                      | Inter Moengotapoe               | 2-1 a. p.                       |

## Bilan
| Équipe                | Victoire pro         | Victoire amateur |
| --------------------- | -------------------- | ---------------- |
| W Connection FC       | 3 (2002, 2006, 2009) | 0                |
| Joe Public FC         | 2 (1998, 2000)       | 0                |
| Puerto Rico Islanders | 2 (2010, 2011)       | 0                |
| Harbour View          | 2 (2004, 2007)       | 0                |
| Central FC            | 2 (2015, 2016)       | 0                |
| Portmore United       | 2 (2005, 2019)       | 0                |
| Caledonia AIA         | 1 (2012)             | 0                |
| San Juan Jabloteh     | 1 (2003)             | 0                |
| United Petrotrin      | 1 (1997)             | 0                |
| Defence Force         | 1 (2001)             | 0                |
| Cibao FC              | 1 (2017)             | 0                |
| Atlético Pantoja      | 1 (2018)             | 0                |
| AS Cavaly             | 1 (2021)             | 0                |
| Violette AC           | 1 (2022)             | 0                |
| Club franciscain      | 0                    | 1 (2018)         |
| SV Robinhood          | 0                    | 1 (2019)         |
| Bayamón FC            | 0                    | 1 (2022)         |

| Nation                 | Victoire pro | Victoire amat |
| ---------------------- | ------------ | ------------- |
| Trinité-et-Tobago      | 11           | 0             |
| Jamaïque               | 4            | 0             |
| Porto Rico             | 2            | 1             |
| République dominicaine | 2            | 0             |
| Haïti                  | 2            | 0             |
| Martinique             | 0            | 1             |
| Suriname               | 0            | 1             |

## Records
Le meilleur buteur de tous les temps est le Dominicain Jonathan Faña, avec 14 buts[réf. nécessaire].
Luton Shelton et Kerry Baptiste sont les joueurs ayant marqué le plus grand nombre de buts dans une seule édition (9)[réf. nécessaire].